# 马格德堡水桥
马格德堡水桥（德語：Kanalbrücke Magdeburg）或稱马德堡水桥，位于德国马格德堡东北郊的易北河上，是一座可以通船的渠道桥，全长918米，于1997年动工兴建，耗资5亿欧元，2003年10月竣工并投入使用。水桥连接了易北河—哈弗尔河运河与中部运河，将柏林的内陆港与莱茵河沿岸港口连接在一起。